# Jackie McNamara
Jackie Robert McNamara (Glasgow, 1973. október 24. –) skót válogatott labdarúgó, jelenleg a Dundee United vezetőedzője.

## Pályafutása

### Klubcsapatokban
Profi pályafutását az Dunfermline Athletic együttesénél kezdte 1991-ben. 1995-ben 500000 £ értékben a Celticbe igazolt. Az összes kiemelkedő sikerét a Celtic színeiben érte el. Négyszer nyerték meg a skót bajnokságot, három-három alkalommal pedig a skót kupát illetve ligakupát. Tíz éven keresztül volt a zöld-fehérek játékosa. 2005-ben a Wolverhampton Wanderers együtteséhez került, ahol két évig maradt. A 2007–08-as bajnokságot az Aberdeen színeiben játszotta le.
2008 májusában kétéves szerződést írt alá a Falkirk csapatához. 2010 februárjában a Partick Thistle vette kölcsön egy hónapra, majd 2010 nyarán egy évre le is szerződtette. A 2010–11-es szezon végén visszavonult.

### Válogatottban
Tagja volt az 1998-as labdarúgó-világbajnokságon részt vevő válogatott keretének. 1996 és 2005 között összesen 33 alkalommal szerepelt a nemzeti csapatban.

## Sikerei, díjai
Celtic
- Skót bajnokság (4): 1998, 2001, 2002, 2004
- Skót kupa (3): 1995, 2001, 2004
- Skót ligakupa (3):  1998, 2000, 2001
- UEFA-kupa második hely (1): 2002–2003

## Külső hivatkozások
- Statisztika a soccerbase.com honlapján (angolul)
- Adatok a Skót labdarúgó-szövetség honlapján (angolul)